# Гіпергідроз
Гіпергідро́з (дав.-гр. οἰκουμένη ὑπερ- — надмірно; ἱδρώς — вода) — підвищене потовиділеня.

## Етіологія
Розрізняють загальний і локалізований гіпергідроз:
- Загальний гіпергідроз спостерігається за впливу високої температури навколишнього середовища, фізичних та емоційних напруженнях (фізіологічний гіпергідроз), а також при ряді хвороб (туберкульоз, ураження нервової системи, різкому падінні рівня глюкози в сироватці крові).
- Найпоширеніші форми локалізованого гіпергідрозу —  долонно-підошовний та гіпергідроз великих складок.

Гіпергідроз створює умови для розвитку грибкової флори в результаті мацерації (розм'якшення і набухання) шкіри і зміни її кислотності.